# 近江鉄道DD45形ディーゼル機関車
近江鉄道DD45形ディーゼル機関車（おうみてつどうDD45がたディーゼルきかんしゃ）は、近江鉄道にかつて在籍したディーゼル機関車である。
1973年1月に福島臨海鉄道から転入した。
神奈川臨海鉄道の45トン機DD45とも同形である。
1963年3月富士車両製で運転台を中央に置いた凸型の車体で動輪2輪ずつ連結棒で結んだロッド軸駆動方式を採用している。
多賀駅やキリンビール滋賀工場での貨車入換に使用していたが、貨物輸送終了とともに休車となった。しかし、休車後も車籍を維持し、2004年の彦根駅東口開設工事まで残存した。